# Brunoxe
Brunoxe (Aesalus scarabaeoides) är en art i insektsordningen skalbaggar som hör till familjen ekoxbaggar.

## Beskrivning
Med sin korta, välvda kropp avviker brunoxen helt från andra exoxar. Den är en robust byggd, brun skalbagge som blir 5 till 7 millimeter lång. Den har korta, vinkelböjda och klubblika antenner och en karakteristisk behåring på täckvingarnas ovansida där håren är samlade till små borstar som är svarta och brungula om vartannat.

## Utbredning
I Europa förekommer den från Pyrenéerna i sydväst över södra Frankrike och norra Italien till Kroatien och Rumänien. I öster når arten Turkmenistan. I norr når den Tyskland, Polen och Sverige.
Arten förekommer inte i något annat skandinaviskt land utom Sverige, där den finns mycket sällsynt i Blekinge, östra Småland, Ölandoch Halland.

## Ekologi
Artens habitat är urskog av lövträd. Som larv lever arten vanligen i marknära, brunmurken ved, främst av ek, som gamla stubbar och nedfallna, döda stamdelar och lågor. men den har också hittats i murken ved av bok, björk. och alm. I Mellaneuropa kan den även leva i körsbär, tall, gran och ädelgran. Utvecklingen till fullbildad insekt, imago, tar troligtvis omkring tre år.
De fullbildade skalbaggarna är svåra att finna. Arten är nattaktiv, och kommer fram under juni till början av juli. De fullbildade skalbaggarna är dessutom tröga djur, och lämnar troligtvis sällan de stubbar och döda träd de har utvecklats i. Arten kan hålla till i samma trädbestånd i flera decennier.

## Hotstatus
Brunoxen är klassad som starkt hotad av Artdatabanken. Även i övriga Europa är arten sällsynt. De största hoten mot arten är bristen på brunmurken ved, den ökande bristen på lövurskogar samt artens individfattiga, fragmenterade populationer och svaga spridningsförmåga.